# Estación Cuatro de Febrero
Cuatro de Febrero era una estación ferroviaria ubicada en la localidad homónima, en el Departamento General López, Provincia de Santa Fe, Argentina.

## Servicios
No presta ningún tipo de servicios desde 1961.

## Historia
La estación fue inaugurada por el Ferrocarril Central de Buenos Aires en 1915. En 1948 pasó a ser parte del Ferrocarril General Urquiza de la red ferroviaria argentina.
La sección Rojas - Cuatro de Febrero fue clausurada para todo tráfico en 1961 y desmantelada con el paso de los años.
El ramal completo se encuentra sin tráfico y en estado de abandono.

## Toponimia
La estación recuerda la fecha de la revolución radical de 1905 y que fuera solicitado este nombre por un integrante del partido radical de Santa Fe.